# Spirinia tenuicaudata
Spirinia tenuicaudata är en rundmaskart som först beskrevs av Bastian 1865.  Spirinia tenuicaudata ingår i släktet Spirinia och familjen Desmodoridae. Inga underarter finns listade i Catalogue of Life.